# Gina Stechert
 Gina Stechert  (Oberstdorf, 20 november 1987) is een Duitse voormalige alpineskiester.

## Biografie
Gina Stechert maakte haar debuut in de wereldbeker op 21 december 2004 toen ze aan de start verscheen van de Super G in Sankt Moritz. In maart 2006 werd ze voor het eerst Duits kampioen op de afdaling. Op 2 december 2006 behaalde ze haar eerste punten in de wereldbeker tijdens de afdaling in Lake Louise.
Ze won in februari 2009 haar eerste wereldbekerwedstrijd: in Tarvisio wint Stechert de afdaling.
In 2010 nam ze een eerste maal deel aan de Olympische Winterspelen: op de olympische afdaling behaalde ze een tiende plaats.

## Resultaten

### Titels
- Duits kampioene reuzenslalom - 2004
- Duits kampioene afdaling - 2006, 2008
- Duits kampioene supercombinatie - 2007
- Duits kampioene super G - 2010

### Wereldkampioenschappen
| Jaar | Plaats                 | Resultaten                                    |
| ---- | ---------------------- | --------------------------------------------- |
| 2007 | Åre                    | 22e Super G DNF Afdaling DNF Supercombinatie  |
| 2009 | Val d'Isère            | 12e Supercombinatie 26e Afdaling DNFe Super G |
| 2011 | Garmisch-Partenkirchen | DNF1 Super G                                  |

### Olympische Spelen
| Jaar | Plaats    | Resultaten                                   |
| ---- | --------- | -------------------------------------------- |
| 2010 | Vancouver | 10e Afdaling 15e Super G DNF Supercombinatie |

### Wereldbeker

#### Eindklasseringen
| Seizoen   | Algm | AD  | SG  | SC  |
| --------- | ---- | --- | --- | --- |
| 2005/2006 | 106e | -   | -   | 32e |
| 2006/2007 | 65e  | 39e | 27e | 38e |
| 2007/2008 | 43e  | 29e | 39e | 13e |
| 2008/2009 | 38e  | 13e | 37e | 30e |
| 2009/2010 | 42e  | 21e | 28e | 12e |
| 2010/2011 | 64e  | 25e | 39e | -   |
| 2012/2013 | 74e  | 28e | -   | -   |
| 2013/2014 | 119e | 53e | -   | -   |

#### Wereldbekerzeges
| Datum            | Plaats   | Onderdeel |
| ---------------- | -------- | --------- |
| 21 februari 2009 | Tarvisio | Afdaling  |